# Abraham Plessner

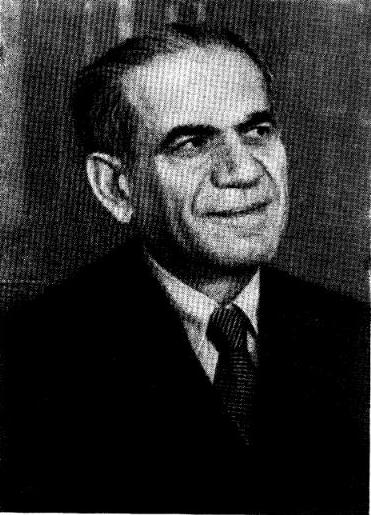
Abraham Plessner (1900–1961)

Abraham Ezechiel Plessner, russisch Абрам Иезекиилович Плеснер (* 13. Februar 1900 in Łódź; † 18. April 1961 in Moskau) war ein sowjetischer Mathematiker, der sich mit Analysis beschäftigte.

## Leben und Werk
Plessner wurde im damals russischen Łódź als Sohn eines Kaufmanns und Fabrikbesitzers geboren. Er besuchte die Oberrealschule (wo die Unterrichtssprache im Verlauf der politischen Entwicklung abwechselnd russisch, deutsch und zuletzt polnisch war). Nach dem Abitur 1918 studierte er ab 1919 an der Universität Gießen (bei Ludwig Schlesinger und Friedrich Engel), der Universität Göttingen (bei Richard Courant, Edmund Landau, Emmy Noether) und an der Universität Berlin (bei Richard von Mises, Ludwig Bieberbach, Issai Schur). 1923 wurde er bei Schlesinger in Gießen promoviert (Zur Theorie der konjugierten trigonometrischen Reihen). Er assistierte auch Schlesinger in dessen Buch über Fourierreihen und Lebesgueintegrale. 1925 bis 1928 war er Assistent von Kurt Hensel in Marburg, den er bei der Herausgabe der Werke von Leopold Kronecker unterstützte. Danach war er wieder Assistent von Schlesinger in Gießen.
Hier habilitierte er sich, konnte aber trotz der Bemühungen von Engel und Schlesinger nicht Privatdozent werden, da er kein deutscher Staatsbürger war. Plessner ging über Berlin nach Moskau, wo er ab 1932 an der Lomonossow-Universität und am Steklow-Institut für Mathematik der Sowjetischen Akademie der Wissenschaften lehrte. 1935 habilitierte er sich an der Moskauer Universität und 1938 erhielt er eine Professur. Er war ein wichtiges Mitglied der sowjetischen Schule von Funktionalanalytikern. 1949 verlor er durch Einwirkung von Winogradow seine Posten an der Universität und der Akademie. Er hatte gesundheitliche Probleme, die ihn auch in der Aufbesserung seiner kleinen Pension durch Lehrtätigkeit behinderten.
Plessner befasste sich zunächst mit Fourierreihen und Funktionentheorie, wo der Satz von Plessner über das Randverhalten meromorpher Funktionen in der Einheitskreis-Scheibe nach ihm benannt ist. In Moskau befasste er sich (unter dem Einfluss der in Moskau dominierenden Lusin-Schule und dem Buch Theorie des operateurs lineaire von Stefan Banach) mit Funktionalanalysis und speziell Spektraltheorie. Sein Buch Spektraltheorie linearer Operatoren (in Russisch), an dem er seit 1948 arbeitete, erschien posthum 1965.
Zu seinen Schülern in Moskau gehörte Israel Gelfand.

## Verweise
1. ↑  Doktorprüfung 1922.
2. ↑  Mitteilungen des Mathem. Seminars der Universität Gießen, Band 10, 1923- S. 1–36.
3. ↑  Abraham Plessner im Mathematics Genealogy Project (englisch)
4. ↑  Abraham Plessner Über das Verhalten analytischer Funktionen am Rande ihres Definitionsbereichs. In: Journal für Reine und Angewandte Mathematik. Band 158 (1927), S. 219, ISSN 0075-4102 Online

| Personendaten    | Personendaten                                                                           |
| ---------------- | --------------------------------------------------------------------------------------- |
| NAME             | Plessner, Abraham                                                                       |
| ALTERNATIVNAMEN  | Plessner, Abraham Ezechiel (vollständiger Name); Плеснер, Абрам Иезекиилович (russisch) |
| KURZBESCHREIBUNG | sowjetischer Mathematiker                                                               |
| GEBURTSDATUM     | 13. Februar 1900                                                                        |
| GEBURTSORT       | Łódź                                                                                    |
| STERBEDATUM      | 18. April 1961                                                                          |
| STERBEORT        | Moskau                                                                                  |